# Wilhelm Knothe (Diplomat)
Wilhelm Knothe (* 13. Dezember 1883 in Marschallshagen / Holtheim; † 15. April 1963 in Baden-Baden) war ein deutscher Diplomat in der Zeit des Nationalsozialismus.

## Leben
Nach dem Besuch der Handelsschule in Köln absolvierte Knothe eine kaufmännische Lehre bei der Spar- und Leihbank in Köln und wurde kaufmännischer Angestellter. Ab 1907 war er im Auswärtigen Dienst mit Verwaltungstätigkeiten beim Generalkonsulat in Antwerpen, in Valona, Durazzo und während des Ersten Weltkrieges in Sofia beschäftigt. Im Jahr 1920 schied er aus dem Auswärtigen Dienst aus und war bis 1934 selbständiger Kaufmann in Sofia. Zum 1. Mai 1933 war er der NSDAP beigetreten (Mitgliedsnummer 1.732.050). Ab 1935 war Knothe für Joseph Goebbels im Reichsministerium für Volksaufklärung und Propaganda (RMVP) tätig und wurde in der „Abteilung Islamische Welt“ Reichsbeauftragter für das Filmwesen auf dem Balkan. Knothe wurde 1938 zum Oberregierungsrat befördert und 1941 als Ministerialrat zur Cautio Treuhand GmbH abgeordnet.
Am 26. Januar 1942 wurde Knothe im Rang eines Generalkonsuls wieder in den diplomatischen Dienst aufgenommen und im Februar an die deutsche Botschaft nach Paris versetzt, zunächst unter Gerhard Krüger, dann unter dessen Nachfolger Werner Gerlach. Dort sollte er die Propagandatätigkeit aus der Zuständigkeit der Propagandastaffel Paris des militärischen Oberbefehlshabers West in die der Kulturabteilung der Botschaft überführen und den Einfluss des RMVP wahren. Er war für die Propaganda in den Bereichen Film, Theater, Musik, Ausstellungen, Schrifttum, Rundfunk, Vorträge und Schallplattenarchive zuständig. Seine Tätigkeit wurde wegen der Kompetenzabgrenzung von Alfred Greven, der in Frankreich die französische Produktionsgesellschaft Continental Films S.A. leitete, beargwöhnt. Knothe wurde am 4. Mai 1942 Vizepräsident der deutsch-französischen Wochenschaugesellschaft France Actualités.
Knothe war 1944 noch kurzfristig beim Sonderbevollmächtigten des AA für den Südosten in Belgrad und Skopje eingesetzt. 
Über seine Entnazifizierung nach Kriegsende ist nichts bekannt.